# Ca n'Oller dels Tarongers
Ca n'Oller dels Tarongers és un casal del municipi de Gelida (Alt Penedès) protegit com a bé cultural d'interès local.

## Descripció
Ampli casal cobert a dues vessants, de planta rectangular, de planta i dos pisos edificat íntegrament el segle xviii amb les pedres de les edificacions del Castell fetes volar per Felip V. L'interior es reparteix a partir d'una entrada i cellers i una escala que puja a la primera planta, que és on s'hi feia vida. El pis superior és dedicat a habitacions. Cal esmentar especialment el jardí elevat al davant de la façana principal, d'arrel romàntica i que es repeteix a altres masies gelidenques, la galeria porxada i l'arc del pati a un plafó de rajoles que existia a la cuina, que fou robat.

## Història
Al pati del casal existeix una gran pila de pedres tallades procedents del Castell -mènsules, capitells, etc.- i una pica que sembla un sarcòfag, la qual l'Associació d'Amics del Castell voldria recuperar. Cal esmentar també que els revoltons del sostre del primer pis, porten gravat el nom de l'enguixador "Pera...".